# Le Faouët (Morbihan)
Le Faouët település Franciaországban, Morbihan megyében. Lakosainak száma 2816 fő (2022. január 1.). Le Faouët Langonnet, Priziac, Meslan, Lanvénégen, Guiscriff és Le Saint községekkel határos.

## Népesség
A település népességének változása:
| Lakosok száma | 3048 | 3177 | 2869 | 2882 | 2822 | 2815 | 2803 | 2793 | 2800 | 2816 |
|               | 1968 | 1982 | 1990 | 2006 | 2013 | 2015 | 2017 | 2019 | 2020 | 2022 |